# Maurizio Cavazzini
Maurizio Cavazzini (Parma, 23 novembre 1956) è un ex calciatore italiano, di ruolo difensore.

## Carriera
Debutta in Serie C nel 1975 con il Parma, dove disputa tre stagioni. Nel 1978 passa alla Sambenedettese, con cui debutta in Serie B retrocedendo in Serie C1 al termine del campionato 1979-1980 e ritornando subito tra i cadetti dopo il campionato 1980-1981.
Gioca i tre anni successivi in Serie C1 con Modena e Cosenza prima di chiudere la carriera ad Olbia, dove vince il Campionato Interregionale 1985-1986 e gioca gli ultimi due anni in Serie C2.

## Palmarès

### Club

#### Competizioni nazionali
- Serie C1: 1

Sambenedettese: 1980-1981
- Campionato Interregionale: 1

Olbia: 1985-1986